# Downtown Boston
Pour les articles homonymes, voir Downtown.
Downtown Boston est un quartier de la ville de Boston dans l'État du Massachusetts, aux États-Unis. Entre les recensements de 2000 et 2010 la population s'est accrue de 52,5%. C'est une population des extrêmes avec des très pauvres (20,3 % de la population ayant un revenu inférieur à 10 000 dollars) et des très riches (15,8 % ont un revenu supérieur à 200 000 dollars). Downtown est subdivisé en deux districts : Downtown Crossing et Financial District. 
Downtown Crossing est un quartier commerçant qui est une petite partie du centre-ville de Boston, Massachusetts, situé à l'est de Boston Common et à l'ouest du quartier financier. Il dispose de grands magasins ainsi que des restaurants, des vendeurs de souvenirs, les établissements de vente aux détails générales, et les vendeurs de rue. La section de Washington, entre les rues du Temple et Bromfield  est fermée à la circulation des véhicules, les piétons pouvant ainsi marcher librement dans la rue. Financial district est le siège de sociétés locales, nationales et mondiales.

## Démographie
Au recensement de 2010 la population du quartier s'élevait à 11 215 habitants contre 7 355 au Recensement de 2000 soit une énorme augmentation de 52,5 %. La population de Beacon Hill est composée très majoritairement de Blancs (69,1 %), suivi par les  Asiatiques (13,3 %), les Noirs (8,5 %) et les Hispaniques (7,0 %). Le nombre d'habitations est de 5 390 contre 3 305 en 2000 soit une très forte augmentation de 63,1 % avec un taux d'occupation assez faible et en baisse passant de 88,6 % à 79,0 %.
Le revenu moyen en 2009 s'élevait à 56 461 dollars, avec une population répartie surtout dans les deux tranches extrêmes : 20,3 % de la population ayant un revenu inférieur à 10 000 dollars et 15,8 % supérieur à 200 000 dollars.